# Барда Богдан Сергійович
Богдан Сергійович Барда — полковник Збройних сил України, командир 144 ОПБр .

## Життєпис
Народився в 1985-му році .
В травні 2014 командував ротою в 72 ОМБр, яка утримувала оборону Донецького аеропорту понад 70 днів. Під його керівництвом військовослужбовці 72 ОМБр тримали оборону старого і нового терміналів, пожежної частини, диспетчерської та метеорологічних веж ДАПу разом зі спецпризначенцями з кінця травня до середини серпня . Один з кіборгів .
Пізніше служив командиром 2-го механізованого батальйону в 72 ОМБр в званні майора .
У 2018-му році був слухачем Національного університету оборони України 
З 2019-го року служив заступником командира в в/ч А1619, 59-та окрема мотопіхотна бригада .
У 2024-му році призначений командиром 144-ї окремої піхотної бригади .